# Yellowstone (televíziós sorozat)
A Yellowstone egy Taylor Sheridan és John Linson által készített amerikai neo-western televíziós sorozat, melynek premierje 2018. június 20-án volt a Paramount Network csatornán. A sorozat főszereplői Kevin Costner, Luke Grimes, Kelly Reilly, Wes Bentley, Cole Hauser, Kelsey Chow és Gil Birmingham. A sorozat a Yellowstone Ranch, egy hatalmas szarvasmarhatelep, a Broken Rock indián rezervátum, a Yellowstone Nemzeti Park és egy területfejlesztő vállalkozás közös határai mentén zajló konfliktusokat követi nyomon. Az ötödik évad lesz az utolsó, amelyet egy folytatásos sorozat követ 2024 címmel. Az ötödik és egyben utolsó évad első részét 2022. november 13-án mutatták be, a második rész premierje pedig 2024. november 10-én várható.
Sheridan 2013-ban kezdett el dolgozni a sorozaton, miután akkoriban belefáradt a színészi életbe, és átváltott a forgatókönyvírásra. Mivel korábban Texas és Wyoming vidéki részein élt, Sheridan a sorozat helyszínéül Montanát választotta, az első helyszín Livingston volt. Sheridan eredetileg az HBO-nak ajánlotta a sorozatot, de a csatorna elutasította. 2017 májusában a Paramount Network bejelentette, hogy zöld utat adott az első forgatókönyves sorozatának, a Yellowstone-nak, és megrendelte a tíz epizódból álló első évadot. A sorozatot Sheridan írta, rendezte és ő volt a producere is.
Az 1883 című előzménysorozatot (2021-2022) azt követően jelentették be, hogy Sheridan ötéves szerződést kötött a ViacomCBS-szel és az MTV Entertainment Grouppal. A sorozat a Dutton család egy régi generációját állítja a középpontba a vadnyugati időkben, akik az országon keresztüll tett fáradságos utazás követően betelepítik azt a földet, amely később a Yellowstone Ranch lesz. Az 1923 című második előzménysorozat (2022-től napjainkig) a Dutton család egy közbeeső generációját mutatja be a nyugati terjeszkedés, a szesztilalom és a nagy gazdasági világválság idején. A 6666 című harmadik tervezett spin-off szintén fejlesztés alatt áll, és napjainkban játszódik a texasi Four Sixes Ranchon. Egy további negyedik spin-off terveit 1944 címmel a Paramount 2023 elején erősítette meg.